# Großsteingrab Mehlsens Ruh
Das Großsteingrab Mehlsens Ruh ist eine megalithische Grabanlage der jungsteinzeitlichen Trichterbecherkultur bei Seilershof, einem Ortsteil von Gransee im Landkreis Oberhavel (Brandenburg).

## Lage
Das Grab befindet sich südöstlich von Seilershof im Wald am Fischerwall, unmittelbar westlich der Bundesstraße 96.

## Forschungsgeschichte
Die Anlage wurde vermutlich 1838/39 beim Chausseebau entdeckt und unweit der Fundstelle frei rekonstruiert. Das Grab wurde 1938 als Naturdenkmal unter Schutz gestellt und ist außerdem als Bodendenkmal ausgewiesen. Merkwürdigerweise wurde es sowohl von Eberhard Kirsch als auch Hans-Jürgen Beier bei ihren Aufnahmen der megalithischen Grabanlagen Brandenburgs zu Beginn der 1990er Jahre übersehen. In einem Bericht der Ruppiner Heimatblätter aus den 1930er Jahren wird in Betracht gezogen, dass die Anlage identisch mit dem Großsteingrab Gransee sei, das 1838 beim Chausseebau zerstört wurde. Dies ist jedoch unwahrscheinlich, da es beim Bau der Chaussee nach Oranienburg entdeckt wurde und somit höchstwahrscheinlich südlich von Gransee lag, während sich Mehlsens Ruh nördlich von Gransee befindet.

## Beschreibung
Die Anlage ist nord-südlich orientiert und hat eine Länge von 4,3 m sowie eine Breite von 2,4 m. Es sind zwei größere flache Steine vorhanden, bei denen es sich wahrscheinlich um Decksteine handelt. Um sie herum sind in einem Rechteck mehrere kleinere Steine, wohl Wandsteine arrangiert. An der westlichen Langseite befinden sich sieben Steine, an den anderen Seiten sind nur einzelne Steine erhalten. Der südlichste Stein der Westseite und der angrenzende Stein der Südseite weisen Sprenglöcher auf.

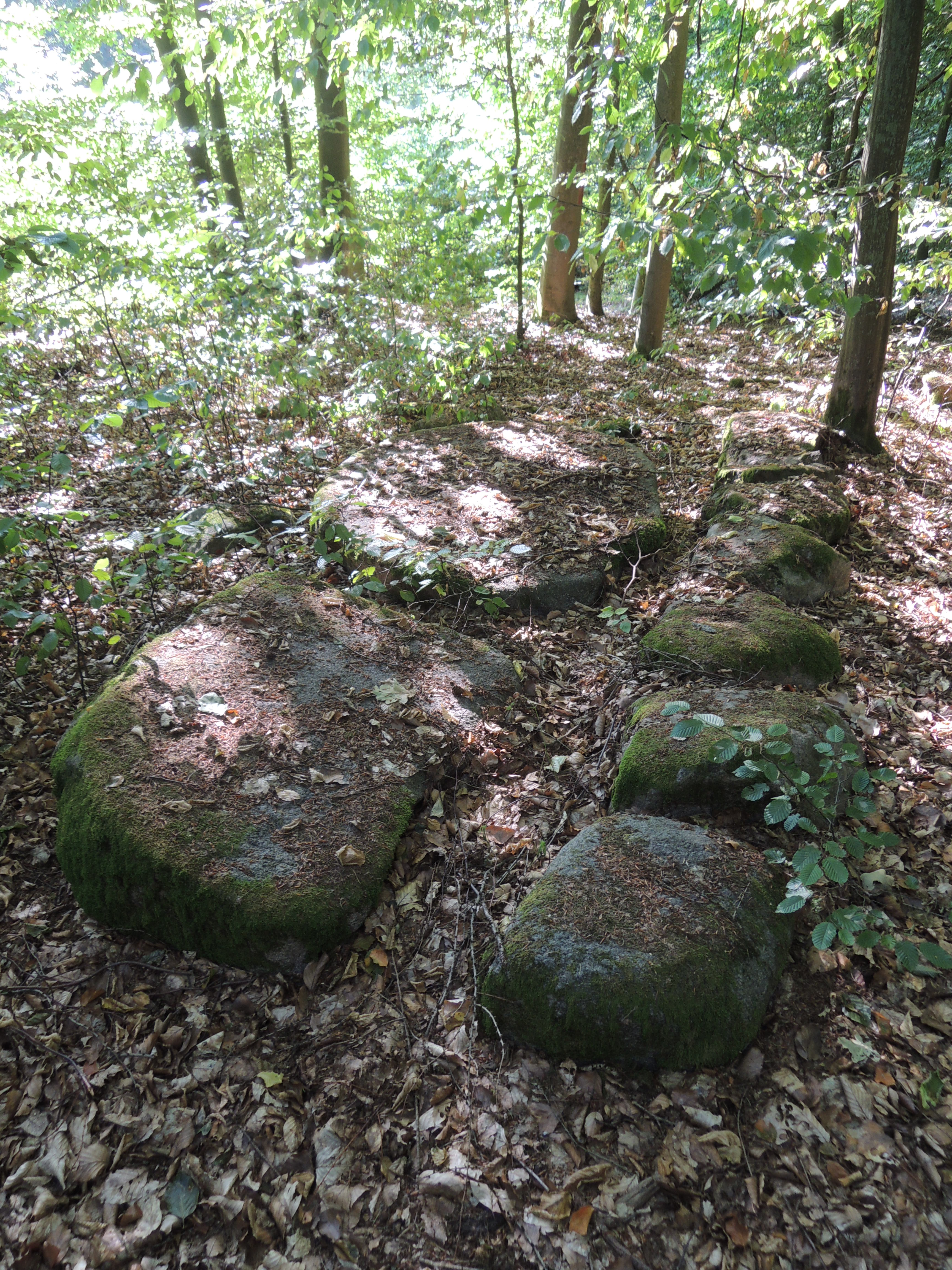
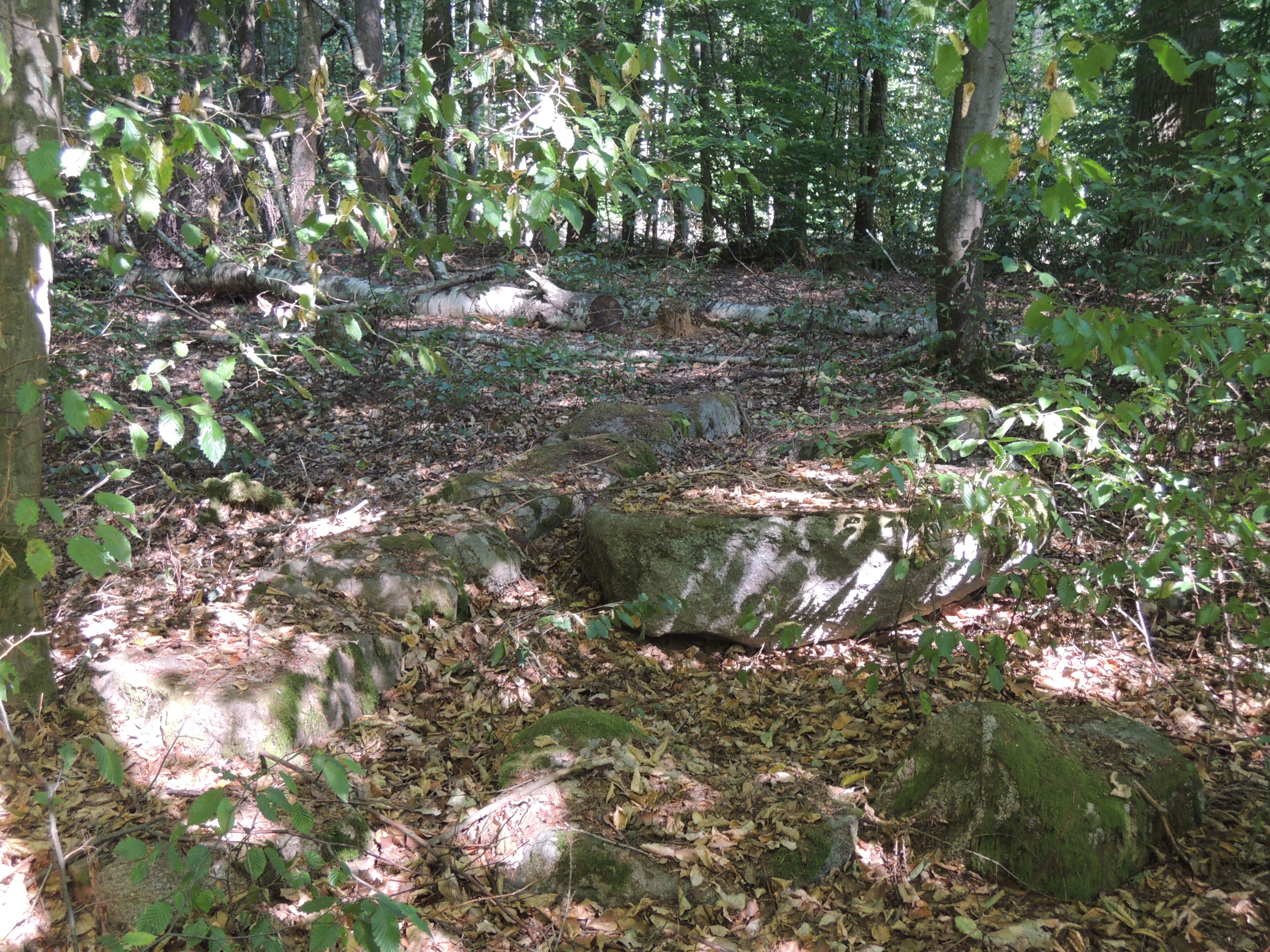
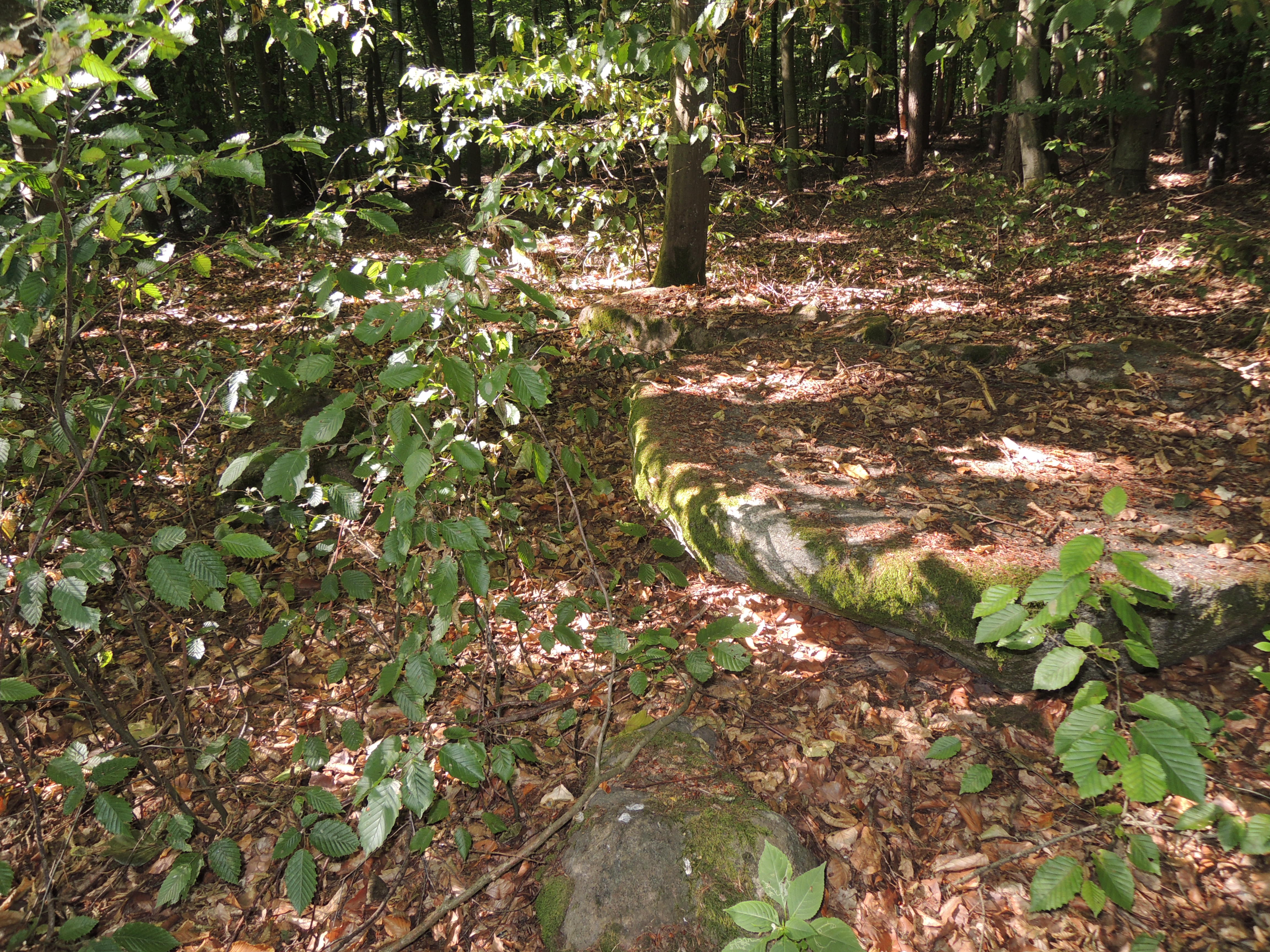
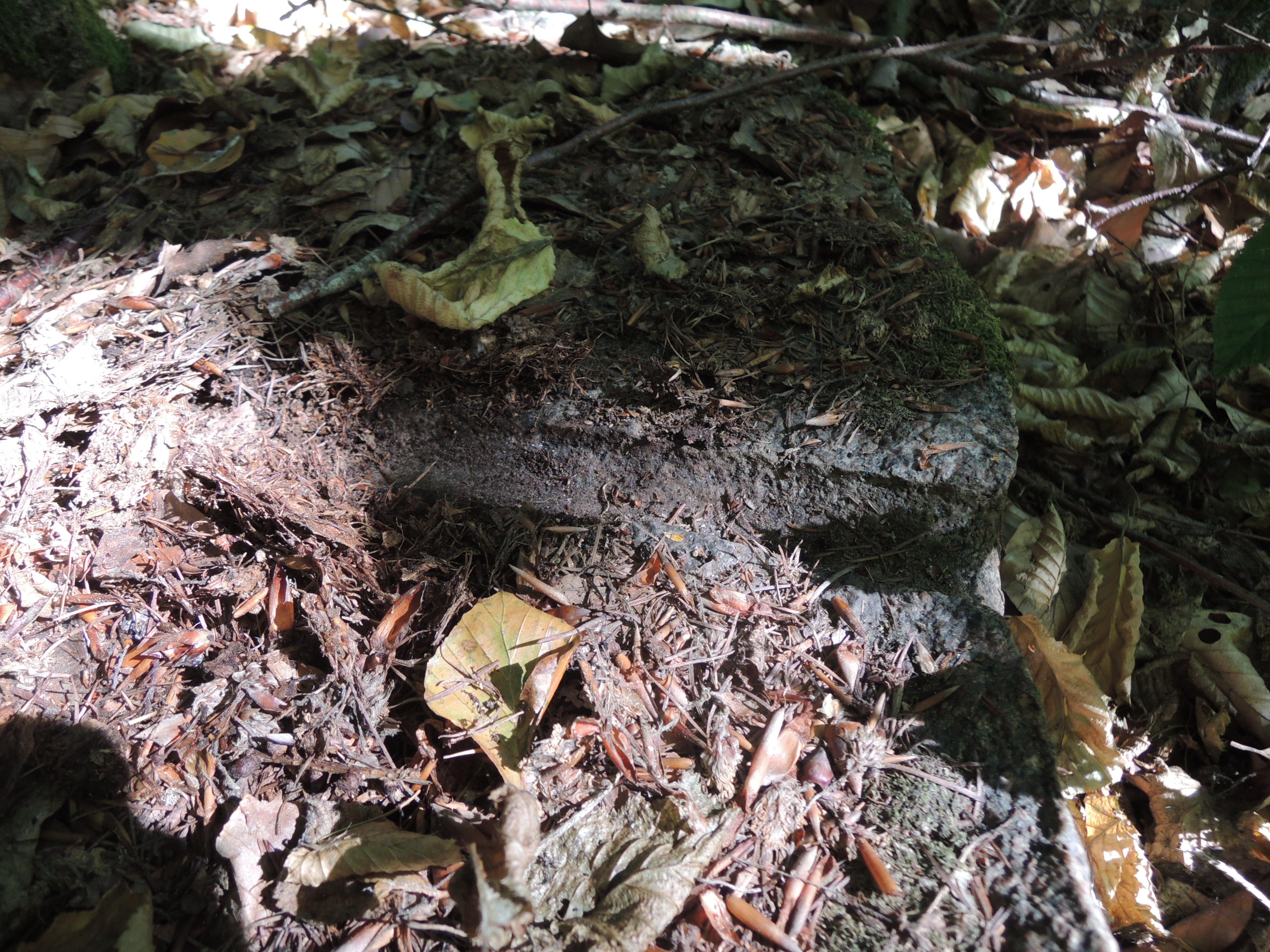
Sprengloch

## Das Grab in regionalen Sagen
Nach einer Sage handelt es sich bei der Anlage um die Grabstätte des Besitzers eines nahe gelegenen Ausbaus namens Mehls, der bei Chausseebau als Vorarbeiter tätig war. Tatsächlich liegt dieser aber auf dem Friedhof von Altlüdersdorf begraben.